# الفضاء الفائق (كتاب)
الفضاء الفائق (بالإنجليزية: Hyperspace)‏ هو كتاب للفيزيائي الشهير ميشيو كاكو، يتناول فيه كاكو مفهوم الفضاء الفائق، ونظرية الأوتار الفائقة، التي ساهم هو في انشاءها. الكتاب حتى الآن لا يوجد له ترجمة عربية، بالرغم أنه من أهم محاولات ميشيو كاكو في كتابة كتب العلوم للعامة (popular science)، اذ تبع هذا الكتاب العديد من الكتب الأخرى ككتاب كون أينشتاين، وكتاب فيزياء المستقبل، وفيزياء المستحيل. يقدم الكتاب للقارئ ايضاً نظرة على مفهوم الأبعاد الفائقة، وهي ما بعد البعد الرابع الذي ادرجته النسبية في فهمنا للكون، الذي يُعد مفهوماً هاماً جداً في نظرية الاوتار.